# Polja
Polja (cyr. Поља) – wieś w Czarnogórze, w gminie Mojkovac. W 2011 roku liczyła 1283 mieszkańców.